# Миловица (мультфильм)
«Миловица» — советский мультфильм выпущенный в 1977 году киностудией Беларусьфильм. Легенда о том, как на берегах Немана родилось ремесло стеклодувов.

## Сюжет
По сказке Владимира Дубовки. Лирическая сказка о том, как простой деревенский парень влюбился в красавицу Миловицу, сестру Солнца. Но беда в том, что ответить взаимностью Миловица не может. Она всего лишь отражение солнца в речной воде. Чтобы ступить на землю, ей необходимо надеть стеклянные сапожки, которые надо успеть сделать до того, как первый луч солнца упадет на землю. Влюбленный парень справляется с этой задачей. Но вечером его ждет разочарование — Миловица исчезает вместе с заходом солнца.

## Съёмочная группа
| Режиссёр-постановщик | Юрий Бутырин                                                                                             |
| Автор сценария       | Владимир Тарасов, в титрах как "В. Тарас"                                                                |
| Оператор-постановщик | Л. Виссарионова                                                                                          |
| Художник-постановщик | Г. Семёнов, Владимир Тарасов                                                                             |
| Художники            | Ж. Корякина, А. Горулёв, Наталия Лось, В. Мироненко, Ирина Кодюкова, М. Турок, Виктор Довнар, Т. Тарулис |
| Композитор           | Леонид Захлевный                                                                                         |
| Звукооператор        | Сендэр Шухман                                                                                            |
| Роли озвучивали      | Светлана Суховей, Сергей Журавель, Геннадий Овсянников                                                   |
| Ассистент режиссёра  | Игорь Волчек                                                                                             |
| Редактор             | Олег Белоусов                                                                                            |
| Директор             | Ольга Оноприенко                                                                                         |